# Union populaire et démocrate russe
Pour les articles homonymes, voir Union populaire.
L'Union populaire et démocrate russe (en russe, Российский народно-демократический союз, le plus souvent abrégé en НарДемСоюз, NardemSoyouz, РНДС - RNDS) est un parti politique russe, de tendance libérale, adhérent au niveau européen de l'ALDE. 

## Historique
Membre de la coalition d'opposition L'Autre Russie, le parti a été fondé en juillet 2006 par l'ancien Premier ministre Mikhaïl Kassianov. En juin 2012, le RNDS se fond dans le Parti de la liberté du peuple (fondé en 1990).